# 小康皮尼厄勒
小康皮尼厄勒（法語：Campigneulles-les-Petites，法語發音：[kɑ̃piɲœl le pətit]）是法国上法蘭西大區加来海峡省的一个市镇，与大康皮尼厄勒相邻，属于蒙特勒伊区。

## 地理
小康皮尼厄勒（50°26'43"N, 1°44'1"E）面积6.19 平方千米，位于法国上法蘭西大區加来海峡省，该省份为法国北部沿海省份，西北濒北海，南至索姆省，东临北部省。
与小康皮尼厄勒接壤的市镇（或旧市镇、城区）包括：拉马德莱娜-苏蒙特勒伊、索吕、瓦伊博康、大康皮尼厄勒、埃屈尔。
小康皮尼厄勒的时区为UTC+01:00、UTC+02:00（夏令时）。

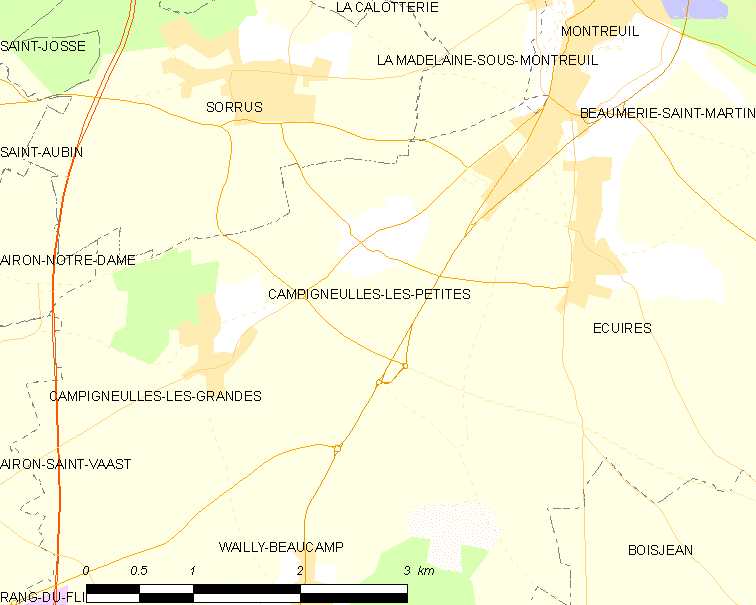
小康皮尼厄勒的OSM定位图

## 行政
小康皮尼厄勒的邮政编码为62170，INSEE市镇编码为62207。

## 政治
小康皮尼厄勒所属的省级选区为贝尔克县。

## 人口

1962-2008年间小康皮尼厄勒人口变化图示

小康皮尼厄勒于2022年1月1日时的人口数量为529人。